# 壬生藩
壬生藩（日语：／ Mibu-han */?）是日本下野國都賀郡壬生的藩，慶長7年（1602年）創藩，明治4年7月15日（1871年8月30日）廢藩，石高在高峰期達42,000石，藩廳是壬生城，藩校有在正德3年（1713年）正月於壬生城創建的學習館以及鳥居忠舉時期在江戶藩邸增設的自成堂，菩提寺是江岸寺。
人口根據《藩制一覽》記載，下野國和下總國領地是3,322戶18,408人，大和國和播磨國領地是1,137戶6,397人。武家屋敷方面，鳥居家時期江戶藩邸上屋敷曾經設於江戶見坂、西丸下和神田橋內，中屋敷設於永田町，下屋敷曾經設於三田寺町台、三田聖坂、赤坂今井和本所，藏屋敷則曾經設於天滿十一丁目、天滿樋之上町、堂島裏町和下福島村。

## 歷史
慶長7年（1602年），日根野吉明由於年紀尚幼而從信濃高島藩27,000石減封至下野國都賀郡壬生，藩廳是壬生城，石高根據《恩榮錄》記載是15,000石，《寬政重修諸家譜》則是10,900石。元和2年10月26日（1616年12月4日），他作為奉行參與興建日光東照宮。翌年4月，德川秀忠前往參拜，在回程時於壬生城借宿，自此壬生城成為歷任江戶幕府將軍參拜日光東照宮時的借宿地之一，為日光御成街道的要地。
寬永11年7月30日（1634年8月23日），吉明轉封至豐後府內藩。翌年6月20日（1635年8月2日），德川家光時期六人眾之一的阿部忠秋以25,000石入主壬生，此後壬生藩均由譜代大名擔任藩主。寬永16年正月5日（1639年2月7日），忠秋轉封至武藏忍藩。同年正月14日（2月16日），同為六人眾之一的三浦正次從下總矢作藩以25,000石入主壬生。寬永18年11月22日（1641年12月24日），正次嫡子三浦安次繼位，由於他分知5,000石予其弟三浦共次，因此壬生藩在《寬文印知》中的領地是都賀郡内27村約13,001石，下總國結城郡內15村約5,613石和猿島郡內4村約1,384石，總共20,000石。
元祿5年2月23日（1692年4月9日），藩主三浦明敬轉封至日向延岡藩，同日松平輝貞從常陸土浦藩以32,000石入主壬生，領地是下野國都賀郡、河內郡、下總國結城郡、猿島郡和河內國若江郡。元祿7年8月27日（1694年10月15日），輝貞獲任命為將軍德川綱吉的側用人，獲加增都賀郡、河內郡、攝津國住吉郡和河內國河內郡內10,000石，石高增至42,000石。翌年5月10日（1695年6月21日），他轉封至上野高崎藩。
元祿8年5月15日（6月26日），加藤明英從近江水口藩以25,000石入主壬生，領地是都賀郡25村約11,625石、下總國結城郡15村約5,613石、猿島郡3村約1,218石、葛飾郡1村約166石、大和國葛下郡7村約5,307石、廣瀨郡1村100石和十市郡3村約968石，其中在元祿12年（1699年）時，都賀郡的領地增至27村約12,063石，葛下郡增至9村，十市郡增至4村，石高則不變。明英任內爆發反對七色掛物運上的一揆。正德2年2月23日（1712年3月29日），中奧小姓加藤明治長子加藤嘉矩作為明英養子而繼位。
正德2年2月26日（4月1日），嘉矩與鳥居忠英互換領地而轉封至近江水口藩，忠英則以30,000石入主壬生，領地是都賀郡28村約12,063石、結城郡19村約5,613石、猿島郡3村約1,218石、葛飾郡1村約166石、葛下郡4村約3,081石、播磨國美囊郡24村約6,806石和加東郡4村約1,488石，分為城附領34村、下野國南部和下總國23村組成的山川領以及由大和國和播磨國32村組成的上方領。其中，山川領的陣屋設於結城郡新宿村，上方領則是美囊郡東畑村。正德6年5月16日（1716年7月5日），信濃高遠藩藩主鳥居忠則五子鳥居忠瞭作為忠英養子而繼位，領地不變。享保10年（1725年），壬生藩在都賀郡的領地增加10村，結城郡的領地減少5村，猿島郡則減一增二，新增的領地稱為御新領，原本的領地則稱為御古領。其中，御新領都賀郡武井村、野田村和泉新田村劃入至山川領。
享保20年6月20日（1735年8月8日），忠瞭嫡子鳥居忠意繼位，元文2年（1737年）和延享3年（1746年）時的領地均是都賀郡38村約27,521石、結城郡14村約6,860石、猿島郡4村約1,923石、葛飾郡1村約166石、葛下郡4村約3,081石、美囊郡24村約6,806石和加東郡4村約1,488石。寬延4年（1751年），山川領由於有土地無法耕種，因此都賀郡下石橋村劃入至壬生藩的領地，變為都賀郡39村約27,536石。天明6年閏10月1日（1786年11月21日），先後曾經擔任奏者番、寺社奉行和若年寄的忠意獲任命為老中。
寬政6年9月6日（1794年9月29日），忠意嫡子鳥居忠見的次子鳥居忠燾作為忠意的養子而繼位。文化14年9月10日（1817年10月20日），他就任為奏者番。文政4年（1821年）9月，忠燾次子鳥居忠威繼位。文政9年12月27日（1827年1月24日），忠威四弟鳥居忠舉作為忠威養子而繼位。天保14年6月5日（1843年7月2日），幕府下令壬生藩交還在葛下郡的3,081石的領地，同年閏9月7日（10月29日）撤回。嘉永6年9月15日（1853年10月17日），忠舉就任為若年寄。安政4年10月2日（1857年11月18日），忠舉三子鳥居忠寶繼位。文久2年（1862年），勤王派開始主導藩政。元治元年（1864年）6月，壬生藩在天狗黨之亂爆發時出兵至下總山川領及至水戶。慶應元年（1865年），勤王派隨著天狗黨被消滅而失勢。
慶應4年3月24日（1868年4月16日），壬生藩歸順於新政府軍，最初奉命駐守於結城藩。第一次宇都宮城之戰後，新政府軍改以壬生城為據點，壬生一帶也因而遭到大鳥圭介等幕府軍攻擊。其後，新政府軍在土佐藩的支援下重奪宇都宮城，壬生藩在會津戰爭則作為後援參與。明治2年6月2日（1869年7月10日），壬生藩憑其在戊辰戰爭中的功績獲賜賞典祿金2,000兩。明治3年9月25日（1870年10月19日），忠寶之弟鳥居忠文作為忠寶養子而繼位。明治4年7月15日（1871年8月30日），廢藩置縣。

## 歷任藩主
| 家名         | 家格      | 名稱       | 石高               | 領地 |
| ------------ | --------- | ---------- | ------------------ | --- |
| 日根野家     | 外樣 城持 | 日根野吉明 | 10,900石           | 下野國都賀郡 |
| 阿部家       | 譜代 城持 | 阿部忠秋   | 25,000石           | 下野國都賀郡 |
| 三浦家       | 譜代 城持 | 三浦正次   | 25,000石           | 下野國都賀郡 |
| 三浦家       | 譜代 城持 | 三浦安次   | 20,000石           | 下野國都賀郡 下總國結城郡和猿島郡                                                                                                   |
| 三浦家       | 譜代 城持 | 三浦明敬   | 20,000石           | 下野國都賀郡 下總國結城郡和猿島郡                                                                                                   |
| 大河內松平家 | 譜代 城持 | 松平輝貞   | 30,000石↓ 42,000石 | 下野國都賀郡和河內郡 下總國結城郡和猿島郡 河內國若江郡↓ 下野國都賀郡和河內郡 下總國結城郡和猿島郡 河內國若江郡和河內郡 攝津國住吉郡 |
| 加藤家       | 譜代 城持 | 加藤明英   | 25,000石           | 下野國都賀郡 下總國結城郡、猿島郡和葛飾郡 大和國葛下郡、廣瀨郡和十市郡                                                              |
| 加藤家       | 譜代 城持 | 加藤嘉矩   | 25,000石           | 下野國都賀郡 下總國結城郡、猿島郡和葛飾郡 大和國葛下郡、廣瀨郡和十市郡                                                              |
| 鳥居家       | 譜代 城持 | 鳥居忠英   | 30,000石           | 下野國都賀郡 下總國結城郡、猿島郡和葛飾郡 大和國葛下郡 播磨國美囊郡和加東郡                                                         |
| 鳥居家       | 譜代 城持 | 鳥居忠瞭   | 30,000石           | 下野國都賀郡 下總國結城郡、猿島郡和葛飾郡 大和國葛下郡 播磨國美囊郡和加東郡                                                         |
| 鳥居家       | 譜代 城持 | 鳥居忠意   | 30,000石           | 下野國都賀郡 下總國結城郡、猿島郡和葛飾郡 大和國葛下郡 播磨國美囊郡和加東郡                                                         |
| 鳥居家       | 譜代 城持 | 鳥居忠燾   | 30,000石           | 下野國都賀郡 下總國結城郡、猿島郡和葛飾郡 大和國葛下郡 播磨國美囊郡和加東郡                                                         |
| 鳥居家       | 譜代 城持 | 鳥居忠威   | 30,000石           | 下野國都賀郡 下總國結城郡、猿島郡和葛飾郡 大和國葛下郡 播磨國美囊郡和加東郡                                                         |
| 鳥居家       | 譜代 城持 | 鳥居忠舉   | 30,000石           | 下野國都賀郡 下總國結城郡、猿島郡和葛飾郡 大和國葛下郡 播磨國美囊郡和加東郡                                                         |
| 鳥居家       | 譜代 城持 | 鳥居忠寶   | 30,000石           | 下野國都賀郡 下總國結城郡、猿島郡和葛飾郡 大和國葛下郡 播磨國美囊郡和加東郡                                                         |
| 鳥居家       | 譜代 城持 | 鳥居忠文   | 30,000石           | 下野國都賀郡 下總國結城郡、猿島郡和葛飾郡 大和國葛下郡 播磨國美囊郡和加東郡                                                         |

## 領地
| 令制國 | 郡     | 領地 |
| ------ | ------ | ---- |
| 下野國 | 都賀郡 |      |
| 下總國 | 結城郡 |      |
| 下總國 | 猨嶋郡 |      |

| 令制國 | 郡     | 領地 |
| ------ | ------ | ---- |
| 下野國 | 都賀郡 |      |
| 下總國 | 結城郡 |      |
| 下總國 | 猿嶋郡 |      |
| 下總國 | 葛飾郡 |      |
| 大和國 | 葛下郡 |      |
| 大和國 | 廣瀨郡 |      |
| 大和國 | 十市郡 |      |

| 令制國 | 郡     | 領地 |
| ------ | ------ | --- |
| 下總國 | 葛飾郡 | 柳橋 |
| 下總國 | 猿島郡 | 下片田、大和田、新和田、山田 |
| 下總國 | 結城郡 | 山王、古宿新田、新宿、大町新田、今宿、芳賀崎、水海道、濱野邊、糟禮、瀨戶井、菅之谷（菅ノ谷）、江口新田、平塚 |
| 下野國 | 都賀郡 | 薗部村、小宅村、大光寺村、下皆川村、大皆川村、枡塚村、家中村、大塚村、癸生村、惣社村、柳原新田、磯村、龜和田村、赤塚村、七石村（七ツ石村）、上稻葉村、下稻葉村、福和田村、國谷村、國谷新田、助谷村（助ヶ谷村）、壬生通町、壬生表町、箕輪村、橋本村、藤井村、細谷村、下石橋村、上古山村、長田新田、飯塚新田、川中子村、國分村、和泉新田、武井村、野田村、下石塚村、萩島村 |
| 大和國 | 葛下郡 | 野口村、池田村、鎌田村、染野村 |
| 播磨國 | 美囊郡 | 大柿村、桃津村、高篠村、馬場村、桾原村、南畑村、大殿林村、中島村、里脇村、山上村、栃谷村、早田村、上吉川東畑村、宮脇村、西大澤村、安場村、毘沙門村、市野瀨村、二瀨川村、實樂村、上中村、吉田村、脇田村、西浦村、上荒川村 |
| 播磨國 | 加東郡 | 橫谷村、天神谷村、掎鹿谷村、黑谷村 |

## 註解
1. ↑  壬生現為栃木縣下都賀郡壬生町壬生（日语：壬生 (壬生町)）、大師町、本丸、通町、中央町、站東町、元町、表町、落合、壽町和至寶一帶[1]。
2. ↑  現行對應地名如下：
  - 西丸下上屋敷現為東京都千代田區丸之內3丁目的東京國際論壇[6]。
  - 神田橋內上屋敷現為千代田區九段南2丁目5[7]。
  - 永田町中屋敷現為千代田區永田町2丁目的永田町站[6]。
  - 赤坂今井現為東京都港區六本木2丁目至4丁目一帶[8]。
  - 本所下屋敷現為東京都墨田區江東橋5丁目的江東橋5丁目路口[6]。
  - 天滿十一丁目現為大阪府大阪市北區西天滿1丁目和2丁目[9]。
  - 天滿樋之上町現為大阪市北區西天滿1丁目和3丁目[9]。
  - 堂島裏町現為大阪市北區堂島2丁目、3丁目和福島區福島（日语：福島 (大阪市)）1丁目[9]。
  - 下福島村現為大阪市福島區玉川1丁目、3丁目、野田1丁目、2丁目和4丁目[9]。
3. ↑  城附領又稱壬生領，分為北部的上鄉15村約9,865石、南部的下鄉16村約12,619石以及飯塚宿（日语：壬生通り）三町約3,697石[2]。
4. ↑  山川領分為東鄉和西鄉，石高是11,096石左右[10]。
5. ↑  現行對應地名如下：
  - 新宿村現為茨城縣結城市山川新宿（日语：山川村）和江川新宿（日语：江川村 (茨城県)）一帶[11]。
  - 東畑村現為兵庫縣神戶市北區淡河町（日语：淡河村）東畑（日语：上淡河村）[12]。
6. ↑  武井村、野田村和泉新田村現為栃木縣小山市武井、東野田和南和泉（日语：大谷村 (栃木県)）[1]。
7. ↑  下石橋村現為栃木縣下野市下石橋（日语：姿村）和花之木一帶[1]。